# アルバート・フラー
アルバート・フラー（Albert Fuller, 1926年7月21日 - 2007年9月25日）は、アメリカ合衆国のチェンバロ奏者。
ワシントンD.C.の生まれ。ワシントン大聖堂でボーイ・ソプラノとしての素養を身に着け、ポール・キャラウェイからオルガンを学んだ。その後、ピーボディ音楽学校を経てイェール大学に進学し、パウル・ヒンデミットに音楽理論、ラルフ・カークパトリックにチェンバロを教わって1954年に音楽修士号を得て卒業した。卒業後はディトソン研究奨学金を得てパリに留学し、1957年に帰国してチェンバロ奏者としてニューヨークでデビューを果たした。1964年からジュリアード音楽院で教鞭をとるようになり、1972年には古楽器研究のためのアストン・マグナ財団を創設した。1983年にはアストン・マグナ財団を脱退し、1986年にヘリコン財団を設立している。
マンハッタンにて心不全の合併症で死去。